# 석굴암 천룡도
석굴암 천룡도(石窟庵 天龍圖)는 서울특별시 도봉구에 있는 천룡도이다. 2013년 12월 26일 서울특별시의 유형문화재 제350호로 지정되었다.

## 개요
크지 않은 작은 규모에 간략한 내용의 신중도로서 人法堂에 봉안했던 불화로 판단된다. 등장 존상 및 화기 중의 ?天部會幀?이라는 내용으로 보아 제석범천도 불화 중 위태천 중심의 天龍圖임을 알 수 있다.
일반적으로 위태천은 여덟의 무장한 모습의 팔부중을 거느리고 있음을 볼 수 있는데 이 불화에서는 두 천부중 만을 나타내고 있으며, 위태천의 자세 또한 立像이 아닌 坐像으로서 法床 위에 반가 자세로 걸터앉아 왼발을 내려딛고 있는 특징적인 모습을 보여준다. 비록 작은 규모일지라도 필선이 매우 정교하고 치밀하며, 색채 또한 적․녹색 위주로 조화로움을 볼 수 있으며, 활기찬 각 존상의 신체 비례 역시 6等身대로 세련미를 보인다.
1745년 화승 ?海淸?이 그린 이 불화는 화기의 훼손으로 봉안 사찰을 잘 알 수 없으나 조성 시기가 분명하고?齋主?가 등장하는 것으로 보아 재를 지내기 위해 조성했음을 짐작할 수 있는 천룡도로서, 18세기 중반 불화의 양식 특징을 잘 보여주고 있다.

## 참고 문헌
- 석굴암 천룡도 - 국가유산청 국가유산포털